# 현대종교
현대종교(現代宗敎)는 1970년부터 신흥 종교 연구자인 탁명환(1937~1994)이 설립한 '국제종교문제연구소'에서 발행하고 있는 월간 잡지이다.

## 개요
개신교계 사이비 종교집단을 중심으로 신흥종교의 현황과 그 폐해를 고발하고 있다. 설립자 탁명환이 피살된 후에는 차남인 탁지원이 대표로 취임하여 현재에 이르고 있다.